# Suniti Solomon
Suniti Solomon (Hindi: सुनीती सोलोमन, Tamil: சுனிதி சாலமன்; geboren 1938 oder 1939 in Chennai; gestorben am 28. Juli 2015 ebenda) war eine indische Medizinerin und Mikrobiologin. Sie war eine Pionierin der medizinischen AIDS-Forschung und -Vorsorge in Indien, nachdem sie 1986 gemeinsam mit ihrer Studentin Sellappan Nirmala die ersten indischen AIDS-Fälle bei Prostituierten in Chennai festgestellt hatte.
1993 gründete sie das Y R Gaitonde Centre for AIDS Research and Education in Chennai. Das indische Ministerium für Wissenschaft und Technologie zeichnete sie 2009 mit dem National Women Bio-scientist Award aus. 2017 verlieh ihr die indische Regierung zudem postum den Padma Shri award für ihre Beiträge zur Medizin.

## Leben und Werk

### Familie und Ausbildung
Suniti Solomon wurde als Suniti Gaitonde in einer maharaschtrischen Hindu-Familie der Lederhändler in Chennai geboren. Sie war das siebte Kind in einer achtköpfigen Familie und die einzige Tochter. In einem Interview im Jahr 2009 sagte sie, dass sie sich durch die jährlichen Besuche des Gesundheitsbeauftragten in ihrem Haus für die Medizin und für Impfungen interessiert habe.
Sie studierte Medizin am Madras Medical College und wurde dann in Großbritannien, den Vereinigten Staaten und Australien in Pathologie ausgebildet, bis sie 1973 mit ihrem Mann Victor Solomon nach Chennai zurückkehrte, weil „sie das Gefühl hatte, dass ihre Dienste in Indien mehr gebraucht wurden“. Sie promovierte in Mikrobiologie und ging anschließend an das Institut für Microbiology des Madras Medical College.

### Medizinische Karriere
In ihrem früheren Berufsleben im Ausland arbeitete Solomon als Assistenzärztin am King’s College Hospital in London. Nach ihrer Rückkehr nach Indien arbeitete Salomon als Mikrobiologin am Madras Medical College und wurde Professorin. Sie folgte der Literatur über die klinischen Beschreibungen von AIDS 1981 sowie der Entdeckung des Humanen Immundefizienz-Virus (HIV) 1983 und beschloss 1986, 100 weibliche Prostituierte auf das Virus zu testen. Sechs der hundert Blutproben erwiesen sich als HIV-positiv. Solomon schickte die Proben später an die Johns Hopkins University in Baltimore für einen Zweittest, der das Ergebnis bestätigte. Diese Entdeckung wurde die erste HIV-Dokumentation in Indien. Seitdem widmete Salomon ihr Leben der Forschung über, der Behandlung von und der Sensibilisierung für HIV und AIDS. Sie hat beschrieben, wie Menschen HIV-infizierte Menschen meiden; selbst ihr Mann wollte nicht, dass sie mit HIV-positiven Patienten arbeitet, von denen die meisten Homosexuelle sowie Drogenabhängige und Prostituierte waren. Sie war eine der ersten Personen, die offen über HIV und die damit verbundene Stigmatisierung sprachen, und sie sagte: „Was Menschen mit AIDS tötet, ist vor allem die Stigmatisierung und Diskriminierung“.
Von 1988 bis 1993 baute Solomon die erste AIDS Resource Group in Indien auf, die im Madras Medical College gegründet wurde und eine Vielzahl von AIDS-Forschungs- und Sozialdiensten leistete. Die Gruppe war auch die erste umfassende HIV/AIDS-Einrichtung in Indien vor allen anderen privaten und öffentlichen Einrichtungen. 1993 gründete Solomon das „Y R Gaitonde Centre for AIDS Research and Education“ (YRG CARE), das sie nach ihrem Vater benannte. Es war einer der ersten Orte Indiens für freiwillige HIV-Beratungen und -Tests. Bis 2015 kamen täglich rund 100 ambulante Patienten in die Einrichtung und 15 000 Patienten wurden regelmäßig betreut. Das Zentrum und ihre Arbeit dort wurden als „signifikante Faktoren zur Verlangsamung der [HIV-]Epidemie“ beschrieben. Sie unterrichtete zudem auch andere Ärzte und Studenten über HIV und seine Behandlung. Sie erhielt den Spitznamen „AIDS-Doktor von Chennai“ und wurde Präsidentin der AIDS Society of India.
Solomon arbeitete auch an internationalen Forschungsarbeiten mit, darunter an einer länderübergreifenden HIV/STD-Präventionsstudie am US National Institute of Mental Health, das HIV Prevention Trials Network der USA National Institute of Allergy and Infectious Diseases, einer NIH-Studie zum HIV-Stigma im Gesundheitswesen in Südindien und einer Phase-III-Studie mit 6 % CS GEL, einem Mikrobizidkandidaten von CONRAD (Organisation).

### Persönliches
Suniti Solomon traf ihren Mann, den Herzchirurgen Victor Solomon, als sie am Madras College Medizin studierte. Sie folgte ihm nach Großbritannien, in die Vereinigten Staaten und nach Australien. Victor Solomon starb 2006. Ihr gemeinsamer Sohn Sunil Solomon wurde Epidemiologe an der Johns Hopkins University in Baltimore. Zwei Monate vor ihrem Tod am 28. Juli 2015 wurde bei Suniti Solomon Bauchspeicheldrüsenkrebs diagnostiziert. Sie starb in ihrer Wohnung in Chennai im Alter von 76 Jahren.

## Auszeichnungen
Suniti Solomon erhielt für ihre Arbeiten zahlreiche Auszeichnungen, darunter
- 2001 die Auszeichnung für bahnbrechende Arbeiten im Bereich HIV/AIDS von der staatlichen medizinischen Fakultät Indiens[8]
- 2005 einen Lifetime Achievement Award für ihre Arbeit an HIV von der Tamil Nadu State AIDS Control Society[8]
- 2006 die Ehrendoktorwürde der Brown University, Vereinigte Staaten
- 2009 den 'National Women Bio-scientist Award' des indischen Ministeriums für Wissenschaft und Technologie[7][10][11][12][13]
- 2010 die Mitgliedschaft in der National Academy of Medical Sciences[14]
- 2012 den 'Lifetime Achievement Award for Service on HIV/AIDS' der staatlichen Dr MGR Medical University in Chennai
- 2017 den „Padma Shri“ award (postum) der indischen Regierung für ihre hervorragenden Verdienste auf dem Gebiet der Medizin[15][16]

## Veröffentlichungen (Auswahl)
- Suniti Solomon, S. Subramadam, M. Madanagopolan: In vitro sensitivity of enteric bacteria to epicillin, chloramphenicol, ampicillin and furazolidone. Current Medical Research and Opinion 4 (3), 1976; S. 229–232. doi:10.1185/03007997609109309, PMID 985743
- Suniti Solomon, N. Kumarasamy, S.A. Jayaker Paul, R. Venilla, R.E. Amairaj: Spectrum of opportunistic infections among AIDS patients in Tamil Nadu, India. International Journal of STD & AIDS 6 (6), 1995; S. 447–449. doi:10.1177/095646249500600615, PMID 8845406
- N. Kumarasamy, S. Solomon, S.A. Jayaker Paul, R. Edwin, S. Sridhar: Neurological manifestations in aids patients in South India. Journal of Neuroimmunology 63 (1), 1995; S. 100. doi:10.1016/0165-5728(96)80989-1
- S. Solomon, H. Madhaven, J. Biswas, N. Kumarasamy: Blepharitis and lid ulcer as initial ocular manifestation in acquired immunodeficiency syndrome patients. Indian Journal of Ophthalmology 45 (4), 1997; S. 233–234
- S. Solomon, N. Kumarasamy, A.K: Ganesh, R. Amairaj: Prevalence and risk factors of HIV-1 and HIV-2 infection in urban and rural areas in Tamil Nadu, India. International Journal of STD & AIDS 9 (2); S. 98–103. doi:10.1258/0956462981921756 PMID 9506375

## Belege
1. ↑  
Manu Balachandran: The doctor who detected India's first HIV case has died. Quartz India, 29. Juli 2015, abgerufen am 6. Dezember 2015.
2. ↑  
S. Solomon, S.S. Solomon, A.K. Ganesh: AIDS in India. Postgraduate Medical Journal 82 (971), NCBI  2006; S. 545–547. doi:10.1136/pgmj.2006.044966, PMID 16954447
3. 1 2 3  
Anupama Chandrasekaran: Freedom to live with HIV — Suniti Solomon. In: Live mint. HT Media Ltd, 14. August 2009, abgerufen am 8. November 2015.
4. 1 2 3 4 5  
Jeremy Laurance: Suniti Solomon. The Lancet 386 (10006), 7. November 2015; S. 1818.  Volltext, doi:10.1016/S0140-6736(15)00772-2, PMID 26843302
5. ↑  
About Us/Our Founder. In: YRG CARE. Abgerufen am 16. Juli 2016.
6. 1 2 3 4 5  
Vishwas Gaitonde: Remembering Dr. Solomon. In: The Hindu. Abgerufen am 16. Juli 2016.
7. 1 2 3  
Suniti Solomon, who woke India up to HIV threat, dies at 76. 29. Juli 2015, abgerufen am 29. Juli 2015.
8. 1 2 3 4  
Preventing HIV Infection among Injecting Drug Users in High Risk Countries. Google Book, 2006, ISBN 978-0-309-10280-3 (Google Books [abgerufen am 26. September 2016]).
9. 1 2  
About Us/The History. In: YRG CARE. Y.R. Gaitonde Centre for AIDS Research and Education, abgerufen am 16. Juli 2016.
10. 1 2 3  
Arun Janardhanan: Dr Suniti Solomon, who pioneered HIV research and treatment in India, passes away. 29. Juli 2015, abgerufen am 29. Juli 2015.
11. 1 2  
Dr Suniti Solomon, part of team who detected HIV, passes away. Rediff, 28. Juli 2015, abgerufen am 29. Juli 2015.
12. ↑  
Suniti Solomon, Doctor Who Awakened India To HIV, Passes Away. Huffington Post, 28. Juli 2015, abgerufen am 29. Juli 2015.
13. ↑  
The woman who discovered India's first HIV cases. In: Geeta Pandey. BBC, 30. August 2016, abgerufen am 4. Oktober 2017.
14. ↑  
List of Fellows - NAMS. National Academy of Medical Sciences, 2016, abgerufen am 19. März 2016.
15. ↑  
In 2017, Padma Awards to honour unsung heroes of healthcare. Medical Dialogues, 27. Januar 2017, abgerufen am 18. Februar 2021.
16. ↑  
PadmaAwards-2017.

| Personendaten    | Personendaten                                                                                                  |
| ---------------- | --- |
| NAME             | Solomon, Suniti                                                                                                |
| KURZBESCHREIBUNG | indische Medizinerin und Mikrobiologin, die Pionierin der medizinischen AIDS-Forschung und -Vorsorge in Indien |
| GEBURTSDATUM     | 1938 oder 1939                                                                                                 |
| GEBURTSORT       | Chennai |
| STERBEDATUM      | 28. Juli 2015                                                                                                  |
| STERBEORT        | Chennai |